# Долина Тимна
Доли́на Ти́мна — впадина, расположенная на юге пустыни Арава, в 25 км севернее Эйлата.
Эта впадина, по форме напоминающая подкову, занимает площадь примерно 60 км² и с трёх сторон окружена отвесными утёсами. С севера её границей служит высыхающий поток Тимна, а с юга — Нехуштан, протекающий со стороны пустыни Арава на востоке. В центре находится гора Тимна высотой 453 метра. Климат суровый, пустынный.
Имеющиеся в долине Тимна запасы меди способствовали появлению здесь человека ещё в период неолита. Именно в Тимне находятся медные шахты, получившие название «Копи царя Соломона». Все остальные медные рудники, упоминающиеся в литературе под таким названием, как оказалось, являются вымышленными, и лишь медные шахты в долине Тимна реально существовали.
В 2000 году Тимна была внесена в предварительный список объектов всемирного наследия ЮНЕСКО

## История

### Геология
Долина Тимна возникла миллионы лет назад в результате образования Сирийско-Африканского разлома.
В результате обнажились скалы и многочисленные минералы, такие как медь, железо, марганец и т. п. Местные скалы сложены из самых различных пород — вулканических, магматических, осадочных и песчаников различных цветов.
Долина Тимна находится в северной части Арабо-Нубийского тектонического плато, образованного в конце докембрийской эпохи. Процессы кристаллизации магмы в Тимне привели к образованию твёрдых пород, в том числе разновидностей гранита. Постепенное возвышение региона, происходившее около 550 миллионов лет назад, сопровождалось интенсивной эрозией, что привело к обнажению ещё более древних магматических слоёв. В верхних слоях обнажившихся пород происходил процесс вымывания почвы потоками рек, текущих с востока на запад. Песчаные образования, оставшиеся на поверхности, были почти полностью вымыты в начале кембрийского периода водяными потоками. В результате обнажились доломиты и песчаные сланцы, которые на данный момент обнаруживаются в верхней части горы Тимна и в русле реки Тимна. Эти породы наслоились в результате притока океанических вод до района Эйлата во времена нижнего кембрия. Помимо образования остальных пород, наслоения меди произошли именно в кембрийскую эпоху.
Затем начался долгий период выветривания и эрозии, а около 320 миллионов лет назад (каменноугольный период) возобновился процесс наслоения белого песчаника и многочисленных минералов, глубокое проникновение которых в песчаник и другие породы привело к образованию различных цветов на поверхности.
Очень толстые осадочные слои, в том числе до 800 метров толщиной, и большое количество морских ископаемых в породах, в том числе аммонитов, свидетельствует о нахождении региона в прошлом под водами моря Тетис. Море, надвигавшееся со стороны северо-запада, достигло Тимны около 100 миллионов лет назад (Меловой период) и покрывало поверхность региона до эпохи палеогена (40 миллионов лет назад). Во временa этого периода произошли массивные наслоения мела, доломитов, известняка, глины, фосфоритов и т. д. Процесс возвышения всего региона привёл к постепенному отходу Тетиса, что произошло в конце палеогена — палеоцене. Осадочные породы обнажились на поверхность и начался длительный процесс эрозии, который охватил бо́льшую часть материковых пород, находившихся на вершине подводных слоёв. Бо́льшая часть обрывов и склонов образовавшихся в Тимне является самыми крайними образованиями, находящимися на краю Сирийско-Африканского разлома, начавшего формироваться 20 миллионов лет назад (неоген) и продолжающего изменяться до сих пор. Поднятие и расщепление плит и пород привело к образованию массивных склонов к востоку от Тимны. Есть мнение, что процесс разлома начался лишь 5 миллионов лет назад во времена окончания неогена. Постоянное «проседание» Сирийско-Африканского разлома и долины Арава привело к обнажению осадочных слоёв на берегах рек Тимна и Нехуштан. Геология и топология местности, а также климатические условия являются беспрерывным источником изменений поверхности долины, размывания русел рек и изменения топографии местности.

### Добыча меди

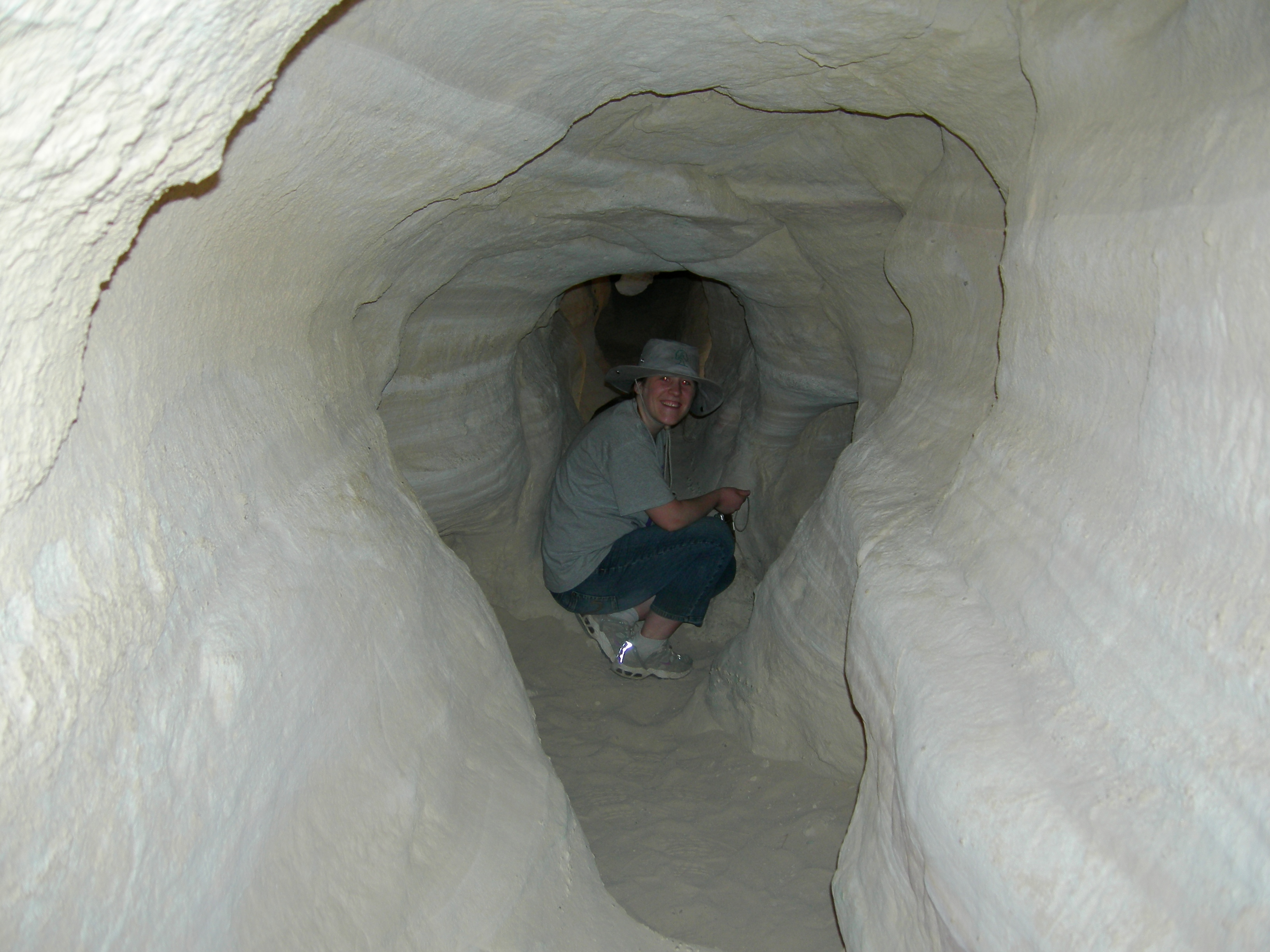
Медный рудник

Медь была первым металлом на земле, который начал обрабатывать и использовать человек в целях изготовления инструментов, оружия, домашней утвари, украшений и религиозных принадлежностей. В Тимне обнаружены следы добычи и переработки меди на всех этапах этих процессов.
Хотя о добыче меди в долине Тимна ещё в древние века было известно из исследований, проводимых в конце XIX века, но научное внимание и большой общественный интерес привлекли в 1930-х годах работы Нельсона Глюка, который связал добычу меди здесь с царём Соломоном (X век до н. э.) и назвал это место Копями царя Соломона. Более позднее исследование показало, что этот участок не использовался в X веке до н. э., то есть во времена царя Соломона здесь медь не добывали. Тем не менее, выражение «Копи царя Соломона» ассоциируется именно с этим местом.
Археологические исследования показывают, что медная горная промышленность имела своё начало ещё в поздний период неолита и продолжилась почти без перерыва в Средние века. Выработка меди в долине Тимна достигла пика во времена правления фараонов XVIII и XIX египетских династий, охватывая XIV—XII столетия до нашей эры, когда египтяне вели горно-медные разработки в сотрудничестве с мадианитянами и местными амалекитянами, превратив долину Тимна в крупный центр по добыче меди.
Принеся с собой глубокие знания о рудном деле, египтяне использовали металлические долото и мотыги и прорубали ими правильной формы трубчатые шахты, на стенах которых выбивали опоры для ног. Спускаясь в эти шахты, египтяне добывали медь, залегающую на глубине около 30 метров.
В 2021 году археологи Тель-Авивского университета обнаружили в Тимне образцы дорогой ткани, окрашенной пурпуром. Они датируются X веком до нашей эры. Ученые предполагают, что либо часть работников рудника принадлежали к государственной элите, либо медные разработки посещались представителями элиты.
Первые аэрофотоснимки региона, а также обследования местности в XX веке показали наличие тысяч точек белого цвета диаметром около 80 сантиметров, в впоследствии названных «тарелками», заполняющих всю долину Тимна. Предназначение этих «тарелок» оставалось неясным до начала археологических раскопок, когда было обнаружено, что «тарелки» — это не что иное, как круглые шахты, со временем засыпанные песками и уходящие вглубь до 35 метров. Изначальное мнение учёных сводилось к тому, что данные шахты представляют собой водяные колодцы, но со временем стало ясно, что эти вертикальные шахты являлись способом древних египтян искать скопления залежей медной руды в регионе. Подобный способ поисковых работ медных и иных руд известен из многих других регионов мира, но все они принадлежат к более поздним периодам. Таким образом, стало известно, что медные шахты в Тимне являются первыми свидетельствами о добыче и поиске медных руд именно таким способом, если не первым свидетельством добычи человеком меди на земле.

#### Добыча меди после создания государства
Процесс добычи меди возобновился после создания Государства Израиль, и в 1951 году были основаны новые шахты, задачей которых была добыча меди в коммерческих целях. В 1954 году было основано предприятие в качестве дочерней компании государственной структуры по разработке полезных ископаемых, и в 1959 году она начала добычу меди в десяти открытых карьерах и закрытых шахтах с использованием современного тяжёлого оборудования. Шахты были достаточно широки, чтобы в них помещалась и проходила специальная техника. В этих шахтах было проложено около 50 километров подземных тоннелей, на нескольких уровнях, ответвляющихся от открытых карьеров. Южное ответвление шахт соединялось с вертикальной лифтовой системой, с помощью которой медная руда извлекалась на поверхность.
В настоящее время, после прекращения деятельности шахт и остановки процесса откачивания грунтовых вод, большая часть подземных шахт заполнена грунтовыми водами.
В годы работы шахт там добывалось около 1,1 миллиона тонн медной руды в год. В 60-е и 70-е годы XX века на шахтах Тимны работали около 1000 человек, которым данное производство служило источником заработка, и это являлось важным производственным объектом южного региона Израиля, также давшим серьёзный импульс в развитии Эйлата как места жительства большинства работников шахт и карьеров.
В 1976 году медные шахты Тимны были впервые закрыты по причине финансовых убытков добывающей компании из-за сильного падения мировых цен на медь. В 1980 году была осуществлена попытка возобновить добычу меди в Тимне, а также расширить область деятельности в направлении добычи марганцевых руд. Данная попытка не увенчалась успехом, и шахты были окончательно закрыты в 1983 году.
Добыча меди осуществлялась в несколько этапов: разработка и извлечение руды на поверхность, доставка её до измельчительного оборудования, смешивание и растворение меди в серной кислоте. В результате образовывался сульфат меди (CuSO4), а остаток рудных шлаков осаждался в семи специальных осадочных бассейнах, после чего вывозился в виде отхода производства в регионе Арава. Сульфат меди переносился затем в специальные ванны, в которые помещался металлолом, который связывал серу. Медь же отсоединялась от серы и осаждалась на дне бассейна в виде цемента, содержание чистой меди в котором составляло до 83 %. После осушения бассейнов на солнце на дне оставалась медь, которая собиралась и отсылалась за границу для разделения электролитическим методом. Объём производства меди достигал до 16 000 тонн в год.
В последние годы вновь возобновляются попытки использования природных ресурсов Тимны. В 1997 году на базе существующего производства был основан небольшой завод по переработке меди с целью производства сульфатов меди для использования в качестве сельскохозяйственного удобрения и ингредиента в сельскохозяйственных кормах. Также на данном предприятии перерабатывается алюминий и производятся различные соединения с его использованием.

## Достопримечательности парка Тимна
На территории долины находится парк Тимна; благодаря уникальным природным данным местности это известный туристический объект Израиля. Развитию туризма способствуют как множество достопримечательностей природного происхождения и древнейшей истории — старинные медные копи, наскальные рисунки, неповторимые композиции из камня, так и объекты, возведённые в парке в последние годы.
Учитывая близость Тимны к Эйлату, многочисленные туристические агентства среди прочего предлагают экскурсии в парк Тимна. Для туристических операторов и агентств Тимна является, безусловно, «брендом», который активно культивируется среди посетителей Эйлата и Мёртвого моря. В парке спланированы разнообразные маршруты для посещения достопримечательностей, а также предлагаются программы развлечений для взрослых и детей, такие, например, как катание на педальных лодках по озеру или наполнение бутылочек с цветным песком.

### Соломоновы столбы
Соломоновы столбы являются одной из самых значимых достопримечательностей парка Тимна. Соломоновы столбы являются частью каменной скалы. Они были сформированы естественным образом в результате эрозии твёрдого красного песчаника. Своё название они получили в честь царя Соломона. Соломон, построивший Первый Храм согласно повелению Бога, данному Моше, дал имена двум бронзовым колоннам при входе в Храм — Боаз и Яхин. Яхин был сыном Симеона и внуком Иакова, а Боаз был прадедом царя Давида, племянником Елимелеха. Именно эти колонны (столбы) и называют Соломоновыми Столбами, а колоссальные скалы в Тимне воплощают и олицетворяют мощь этих важнейших элементов Храма.

### Храм богиниХатхор
Храм богини Хатхор, построенный в конце XIV века до н. э. в период правления египетского фараона Сети I, находится неподалёку от Соломоновых столбов.
Храм построен в низкой каменной стене, которая закрывает помещение, прилегающее к скале, из белого песчаника и гранита, в виде открытого двора и имеет размеры около 15 x 15 метров. Ступени храма ведут к наскальной гравюре с изображением Рамсеса III, преподносящего дары богине Хатхор. В египетской мифологии Хатхор — богиня неба, любви, женственности и красоты, а также супруга Хора. Первоначально считалась дочерью Ра. Хатхор — «Богиня Приисков», «Женщина-Ястреб», «Богиня Любви», «Бирюзовая» Богиня, хранящая от сглаза. Помимо прочих покровительств, Хатхор считалась покровительницей шахтёров и искателей клада, это одна из главных причин, по которым храм Хатхор был возведён в Тимне.
Храм был серьёзно разрушен в результате землетрясения и выстроен заново во времена правления Рамсеса II уже с бо́льшего размера двором и выстланным белым камнем полом. Стены были возведены из имевшихся на месте песчаника и гранита, а фасад был выстроен из белого песчаника, привезённого из зоны шахт.
Храм с его двумя квадратными колоннами, несущими го́ловы Хатхор, должен был быть захватывающим зрелищем в свете восходящего солнца. Во дворе храма была небольшая мастерская для литья медных фигурок и изделий, служивших частью обрядов жертвоприношения. Среди находок в храме были иероглифические надписи, в том числе картуши (печати) большинства фараонов, царствовавших в XII—XIV веках до нашей эры. Также были обнаружены многочисленные элементы актов жертвоприношения, изготовленные египтянами, в том числе различные медные изделия, сосуды, исполненные из алебастра, фигурки кошек и леопардов из фаянса, печати, бусы и скарабеи из камня и меди, а также статуэтки, таблички и скульптуры Хатхор. В общей сложности в египетском храме были обнаружены несколько тысяч артефактов.
С падением египетского властвования над регионом в середине XII века до нашей эры, храм Хатхор был заброшен вместе с шахтами Тимны. Тем не менее, культовые мероприятия в храме были восстановлены мадианитянами, которые оставались в Тимне в течение короткого периода после ухода египтян. Они уничтожили следы египетского культа и стёрли изображения Хатхор и египетские иероглифические надписи на стелах. Также были произведены и другие изменения: был установлен ряд стел и выстроены «скамьи предложений» по обе стороны от входа. Остатки шерстяной ткани, обнаруженные вдоль стен двора, представляют собой доказательства того, что мадианитяне превратили египетский храм в палаточный лагерь в пустыне. Среди находок в этом мадианитянском храме было большое количество предметов быта и религиозных атрибутов, в том числе красивые украшения из керамики и металла. Особое значение имеет находка медного змея с золочёной головой. Это напоминает о медном змее, описанном в Книге Чисел:

И сказал Господь Моисею: сделай себе змея и выставь его на знамя, и ужаленный, взглянув на него, останется жив. И сделал Моисей медного змея и выставил его на знамя, и когда змей ужалил человека, он, взглянув на медного змея, оставался жив.
— Чис. 21:6-8

### «Подземелья Времени»
Мультимедийное представление с вращающейся сценой и экранами, наглядно иллюстрирующее исторический и культурный фон Древнего Египта на территории Тимны тысячи лет назад, миссии египтян, античные боги и т. д.
Древнейший регион представлен в 7 видеофильмах и в огромной красочной диораме площадью 80 кв.м., с многочисленными техническими и стерео-эффектами. Зрители принимают непосредственное участие в рассказах, разгадывании шарад и ребусов древней истории: откуда родом Медная Змея? Кто они античные боги? Храм богини Хатхор, культ меди и др.

Представления проводятся в специально оборудованном с этой целью отдельно стоящем здании у входа в парк. Продолжительность каждого из представлений длится около 15—20 минут.

### Арки

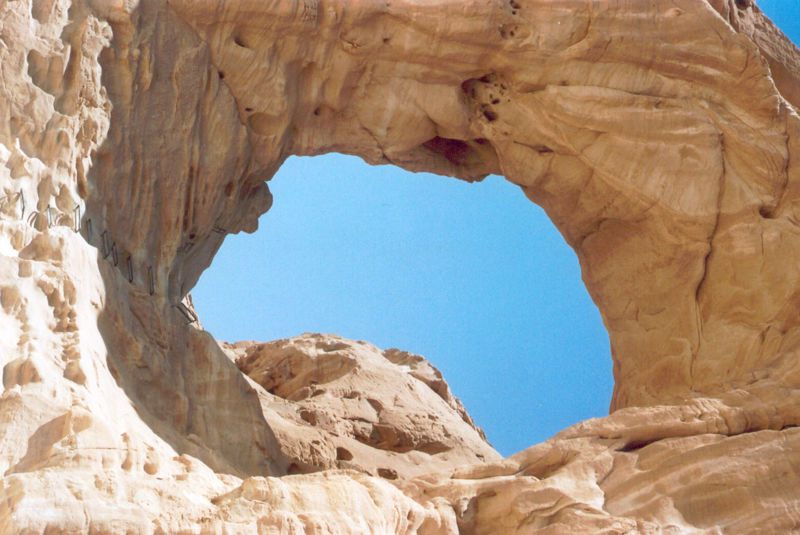
lang-he

Арки из песчаника — очередное проявление неиссякаемой фантазии самой природы. Рядом с арками можно найти следы самых древних в мире медных копей. Медь — это первый металл на земле, который начал добывать и использовать человек.

### «Наблюдатель», «висящий» камень, лежащий лев
Это «композиция» из скалы, образующая три фигуры, одна из которых напоминает силуэт лежащего льва, другая представляет собой силуэт человека, наблюдающего за парком, а между ними располагается скала в виде камня, как бы висящего или стоящего на одной точке либо парящего в воздухе. Так же, как и остальные формы и силуэты парка, эти «скульптуры» образовались в результате эрозии горных пород. Интересен тот факт, что при взгляде на композицию не с западной, а с восточной стороны скала «Наблюдатель» имеет форму Сфинкса, и на некоторых картах парка обозначается именно под этим названием.

### Озеро Тимна
Это искусственное озеро, образованное грунтовыми водами, залегающими в слоях песчаника. В «копях Тимны», где добывали медь из недр земли, эти воды выкачивали до восьмидесятых годов XX века, чтобы они не затопили шахты, а сейчас — для заполнения искусственного озера. Оно служит постоянным источником воды как для животных, так и для туристов, подобно оазису в пустыне. Площадь озера — 1,4 га, ёмкость — 20 000 кубических метров. Вода в нём непригодна для питья и плавания.
Посетителям предлагается широкий выбор развлечений и мероприятий. Озеро Тимна является центром развлечений для всей семьи. Для детей здесь предусмотрены различные виды активных занятий: катание по озеру на педальных лодках, наполнение бутылок цветным песком, игровые сооружения, просмотр видеофильма, разгадывание шифров, демонстрация добычи меди и изготовление монеток в «Нехоштимне».

### Наскальные рисунки

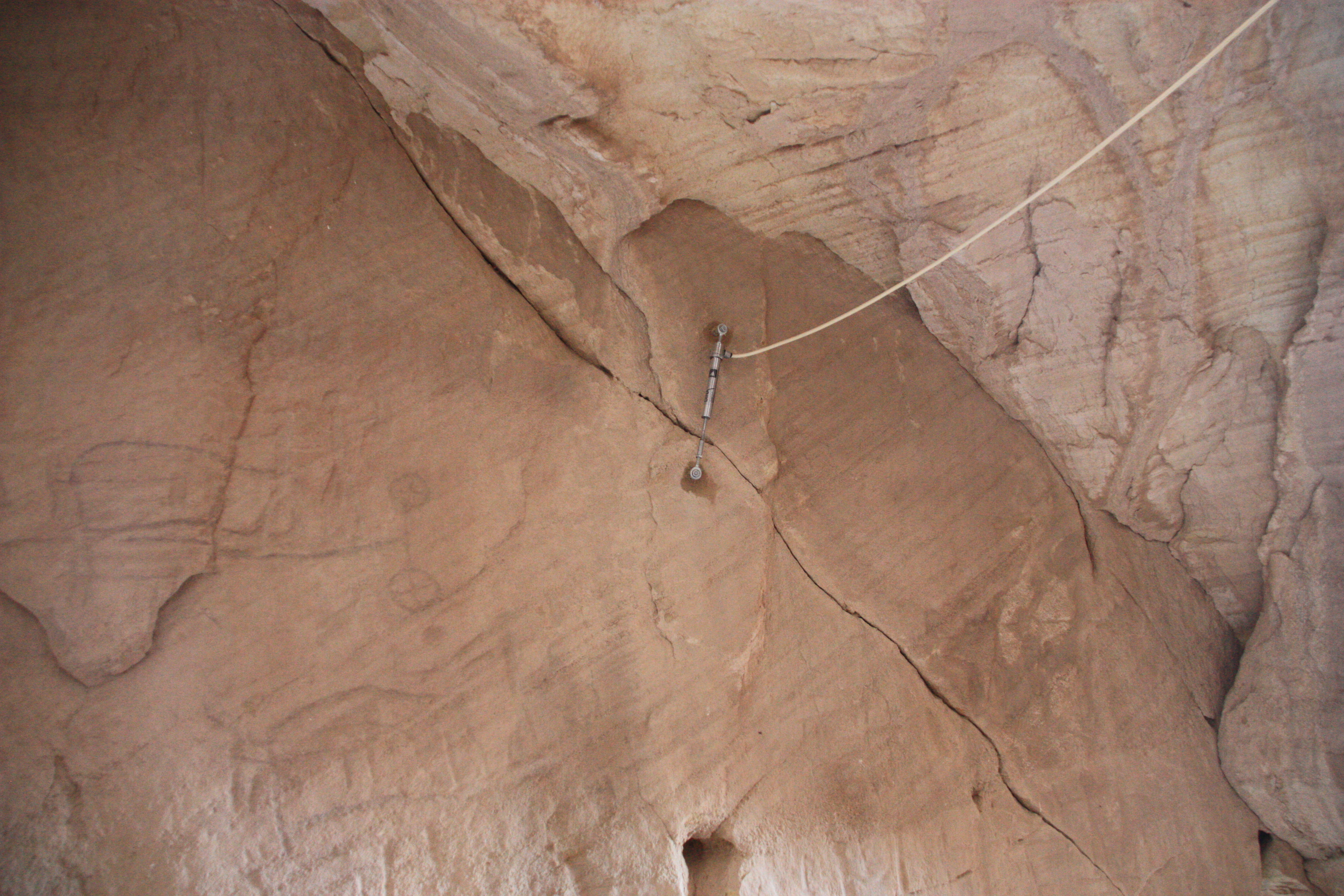
Один из индикаторов движения стен с наскальными рисунками

В парке имеются наскальные рисунки (петроглифы) времён присутствия египтян в регионе.
В рамках проекта сохранения наскальных рисунков, часть которых нанесена на относительно не совсем стабильные стены, Университет имени Бен-Гуриона в Негеве совместно с Израильской службой охраны древностей запустили проект по изучению и сохранению тех частей парка, где имеется наскальная живопись. В рамках проекта одна из таких стен была снабжена специальными датчиками, цель которых — обнаружить, имеется ли движение стены и есть ли опасность её обрушения.
Проект был запущен в 2010 году, в течение года будут собираться данные, а затем на их основании будет принято решение о дальнейших действиях.

### «Винтовой» холм

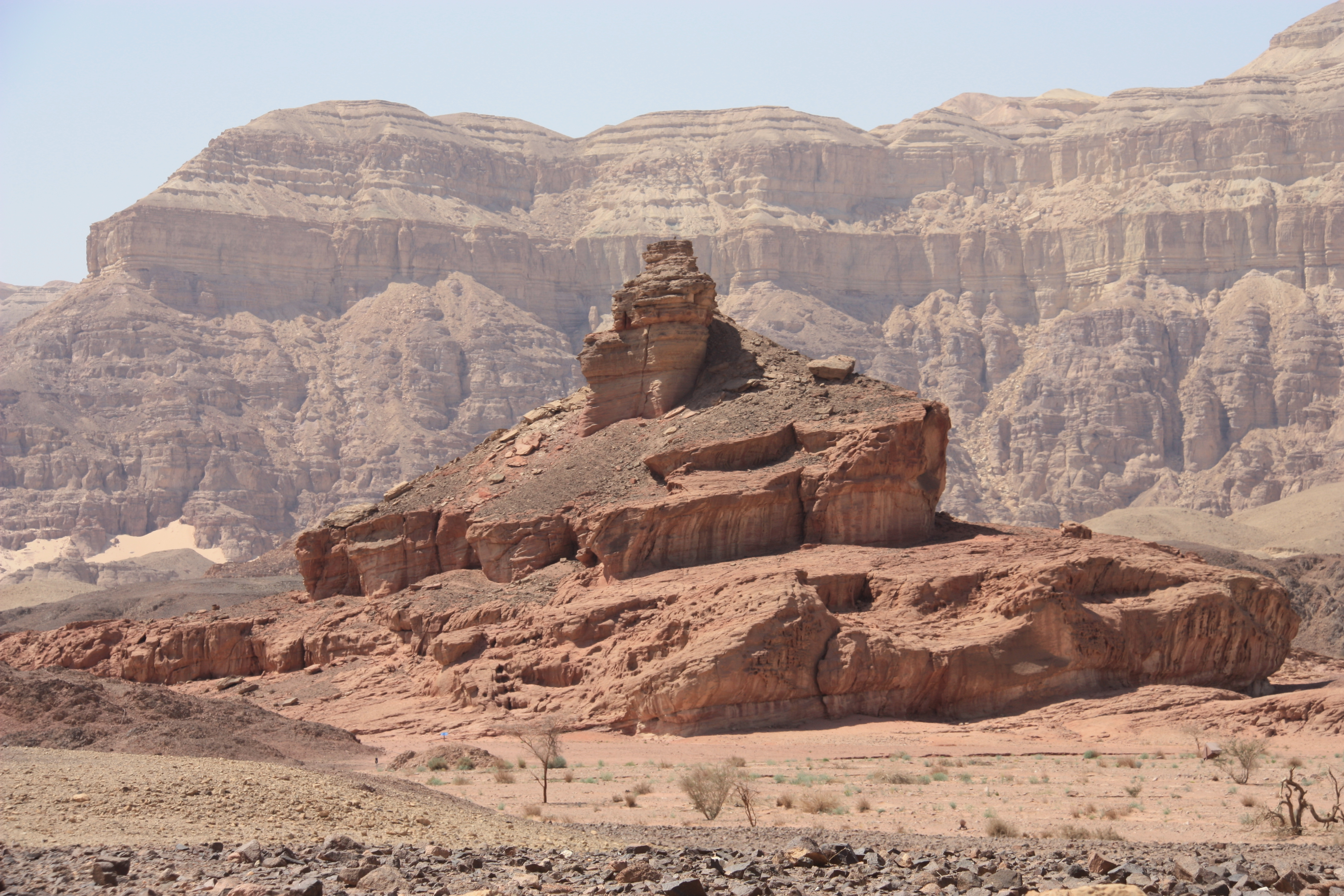
«Винтовой» холм

«Винтовой» холм получил своё название благодаря спиральной лестнице, опоясывающей его по диагонали и придающей ему форму винта. Он являет собой яркий пример великого разнообразия неповторимых форм и очертаний, образованных в результате эрозии, действующей по-разному на различные слои одной и той же скалы. Поэтому зачастую эти слои находятся под разными углами друг к другу. От Винтового холма проложены пешеходные тропы, ведущие к «скале-грибу» и в долину наскальных рисунков.

### Гриб

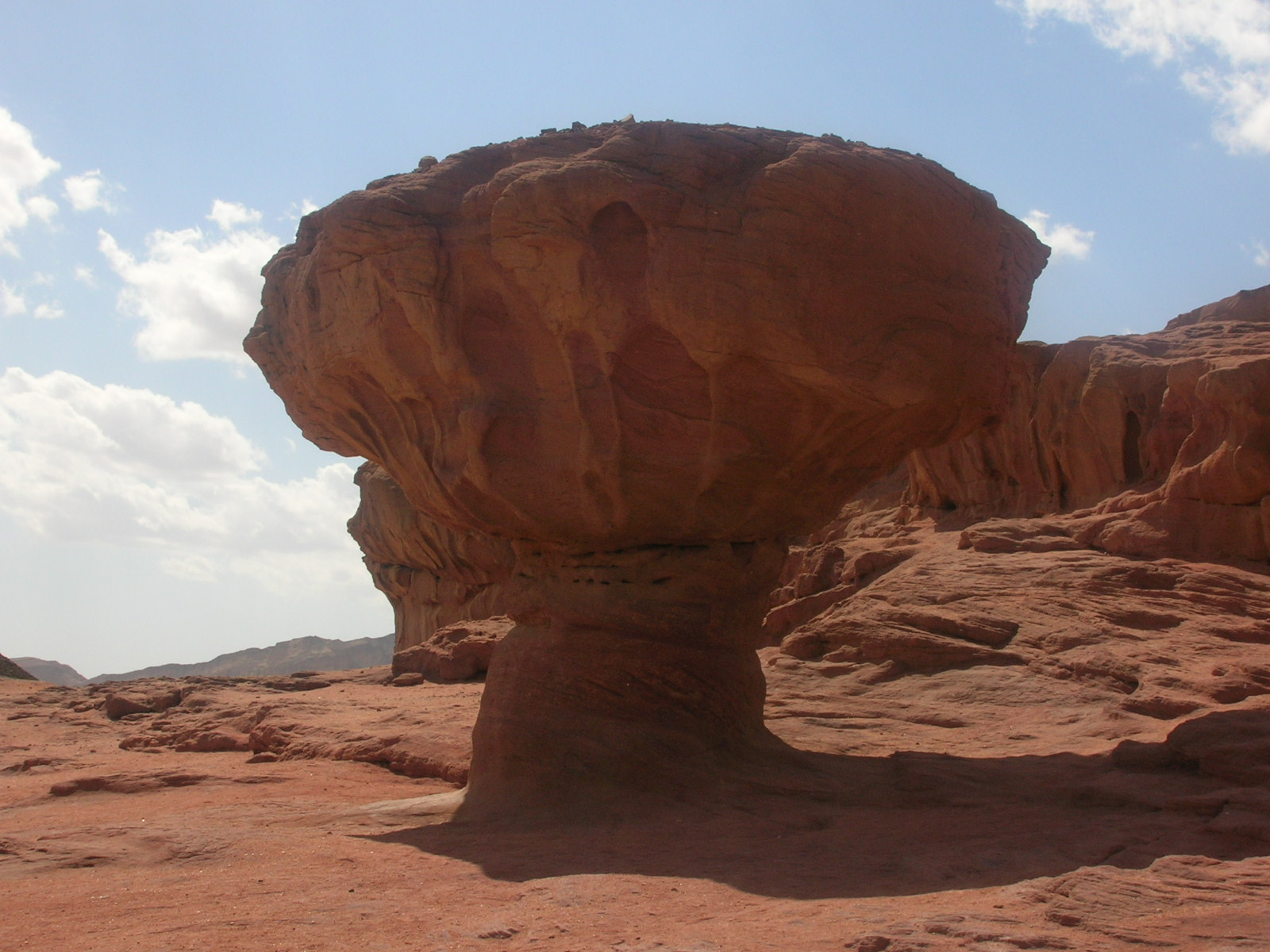
Гриб

Фантастическая скала, образованная вследствие эрозии красного песчаника. Поскольку эрозия нижних слоёв протекала более быстро, сверху сформировалась «шляпа», по форме напоминающая большой гриб. Рядом находится центр для посетителей, в котором можно ознакомиться с историей поселения древних египетских шахтёров, некогда построенного у подножия скалы.

### МакетСкинии
Неподалёку от озера Тимна расположена построенная в натуральную величину копия Скинии, сооружённая в последние годы. Скиния была построена Моисеем (Моше) по велению Бога с целью хранения и переносa святынь во время Исхода из Египта и путешествия на Святую Землю.

И построят Мне святилище, и буду Я пребывать среди них
— Исх. 25:8
Главное и важнейшее предназначение Скинии основывается на названии «мишкан», то есть Скиния является местом, где Слава Божия пребывает на земле, среди народа Израиля. Согласно книге Исход, повеление о строительстве Скинии Моисей получил на горе Синай, ещё до получения Скрижалей Завета. Это повеление приводится в Торе целиком, с большим количеством деталей и занимает около 7 глав (Исх. 25 — 31).
Для строительства Скинии и её составляющих были необходимы пятнадцать различных материалов:

И вот возношение, что возьмёте у них: золото, и серебро, и медь; и синету, и пурпур, и червленицу, и виссон, и козью шерсть, и кожи бараньи красненные, и кожи тахашевые, и деревья шиттим, елей для освещения, снадобья для елея помазания и для благовонного воскурения, камни ониксовые и камни вставные для эфода и для наперсника.
— Исх. 25:3-7
Макет Скинии в Тимне, хоть и не был построен из указанных в Торе материалов, но сооружён в натуральную величину и соответствует библейскому описанию во всех остальных отношениях. Внутри Скинии находятся различные предметы религиозной атрибутики — микве, менора и др. Также в Скинии расположена имитация ковчега, внутри которого расположены Скрижали Завета с Десятью заповедями — Святая Святых еврейского народа.

## Растительный и животный мир
В долине Тимна и в её окрестностях обитает большое разнообразие млекопитающих, птиц, пресмыкающихся множества видов. Тем не менее, растительный мир региона скуден по причине тяжёлых климатических условий и недостаточного количества влаги. Ниже приведены самые яркие представители животного и растительного мира долины Тимна и её окрестностей.

### Волнистаяакация(лат.Acacia)

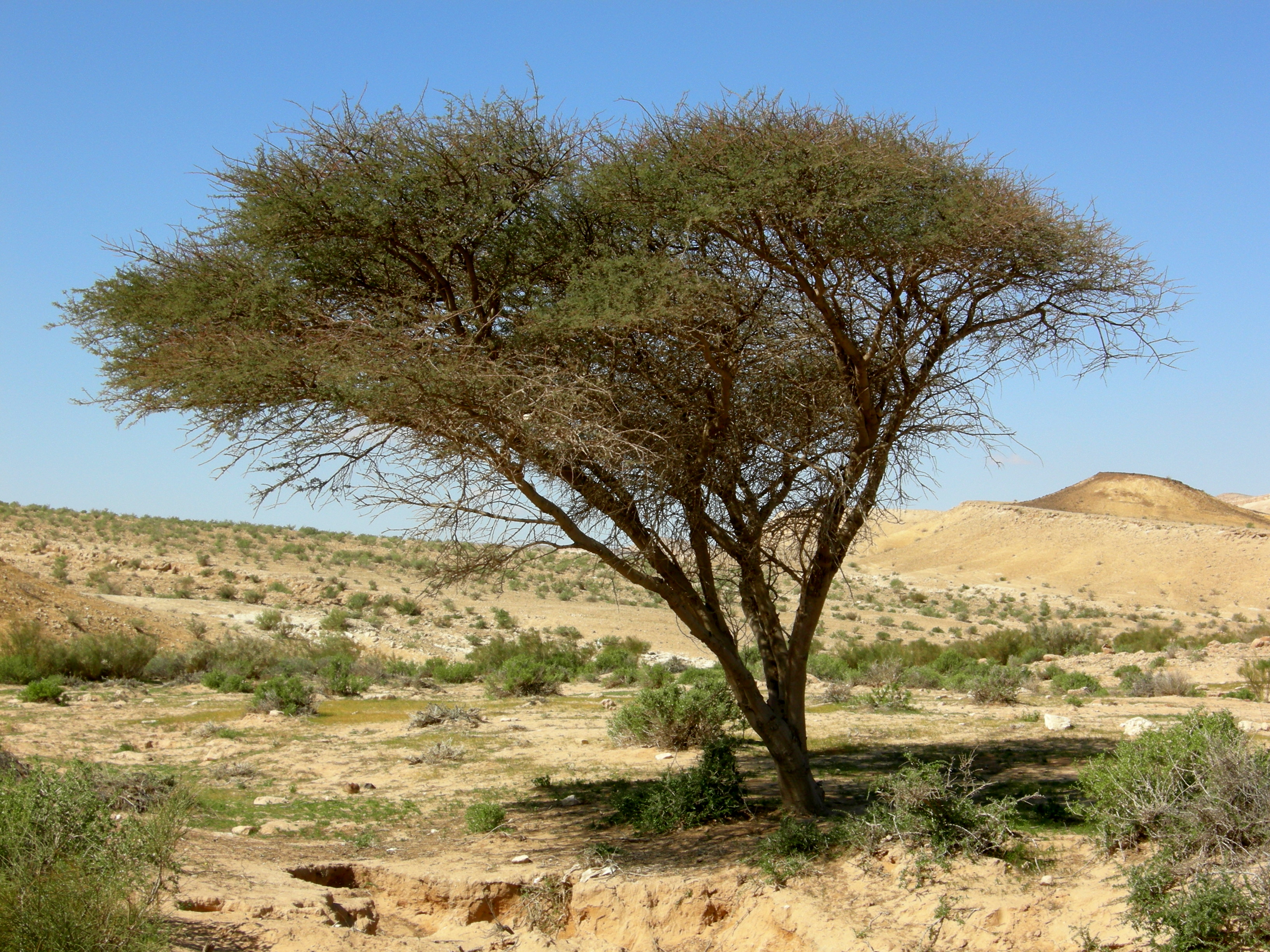
Акация на юге Израиля

Акация — это самое распространённое дерево в парке Тимна и на юге Израиля. Её цветы похожи на небольшие жёлтые шарики, из которых вырастают плоды в форме витых стручков. Ствол, ветви и листья дерева являются важнейшим источником существования для животных, обитающих в регионе. Семена распространяются с экскрементами млекопитающих.

### Пустынныйволк(лат.Canis lupus)
Благодаря тёплому климату волки отличаются мелкими размерами и довольно небольшим весом (в среднем не более 20 кг). В прошлом они стремились к уединению, но со временем начали собираться в небольшие стаи, благодаря вмешательству человека и изобилию пищи. Средний срок жизни волков приближается к 4 годам.

### Горный козёл(лат.Ibex)
Принадлежит к семейству диких козлов и упоминается в Торе под названием «Яэль». Относится к полорогим жвачным животным. Короткие сильные ноги позволяют этому животному с лёгкостью карабкаться по крутым скалам. Самцов можно отличить по бородке и раскидистым рогам, а самок — по более коротким и изящным ногам и, соответственно, отсутствию бороды.

### Траурнаякаменка(лат.Oenanthe lugens)
Наиболее распространена среди белых и чёрных каменок, обитающих в израильских пустынях. Лоб, голова и загривок этой птицы белого цвета, а щёки, шея, горло и крылья — чёрного. Относится к семейству мухоловковых.

## Финансирование и пожертвования
Содержание и развитие парка Тимна осуществляется как за счёт государства, так и за счёт пожертвований, основным из источников которых является Еврейский национальный фонд.
Участвуя в многочисленных работах и проектах, предпринятых за многие годы в целях сохранения природных ресурсов Израиля, Еврейский национальный фонд всегда играл одну из главных ролей в планировании парка и его развитии. Исторически, культурно и археологически долина Тимна — одна из уникальнейших сокровищниц в мире, сохранение которой достойно миллионных вложений, которые Еврейский национальный фонд инвестировал до настоящего времени. Большая часть пожертвований на исследование и сохранение парка были осуществлены филантропом из Милуоки и давним сторонником Еврейского национального фонда Аврумом Чудновым, чьё видение и настойчивость позволили осуществить первые фазы развития парка Тимна.
Недавно Еврейский национальный фонд закончил третью фазу развития парка Тимна общей стоимостью в 4 миллиона долларов — интерактивную экспозицию о том, как производились изделия из меди, места, где это было обнаружено, и связь Тимны с царём Соломоном. Третья фаза проекта финансировалась в объёме 2 миллионов долларов за счёт гранта Аврума Чуднова, а также дополнительными пожертвованиями на эту же сумму. Являясь первым местом в мире, где человечеством была обнаружена медь, Тимна занимает особое место в истории южного Израиля.
Обслуживанием парка Тимна занимается Израильское Агентство Природы и Национальных Парков (ивр. רשות הטבע והגנים‎) совместно с Еврейским национальным фондом. Так как территориально парк Тимна относится к местному региональному совету Хевель-Эйлот, службы этого органа также принимают участие в сохранении и уборке парка и обеспечении порядка на его территории.

## Тимна в культуре
Парк и долина Тимна неоднократно встречаются в произведениях прозы и поэзии, также и на русском языке. Одно из самых известных литературных произведений, связанное с добычей меди в Тимне — роман Генри Райдер Хаггарда «Копи Царя Соломона», написанный в 1885 году. По этому роману были неоднократно сняты фильмы с участием звёзд кино, в том числе в 1985 году, с Ричардом Чемберленом в главной роли, и фильм 2004 года с Патриком Суэйзи.

## Фотогалерея

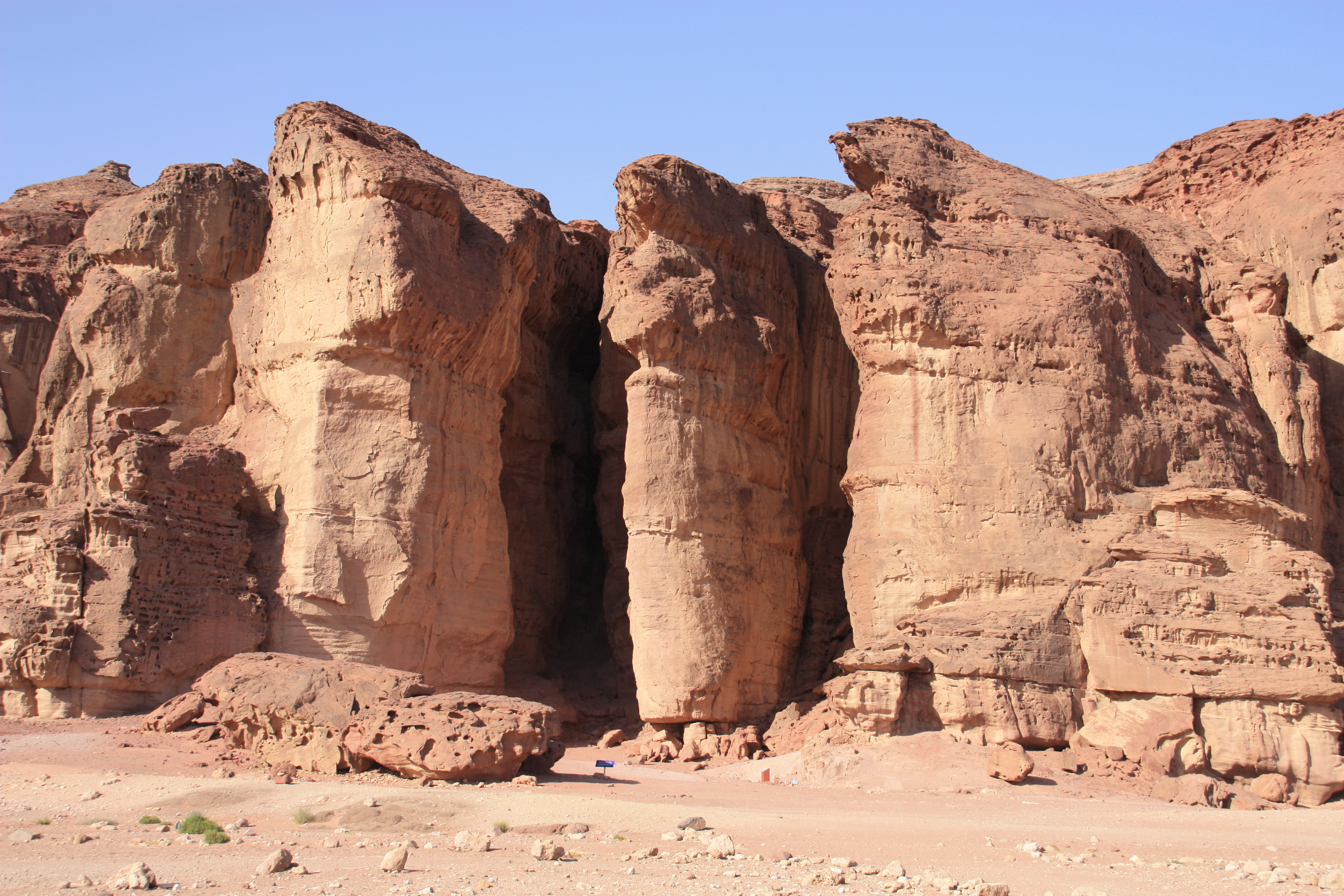
Соломоновы столбы
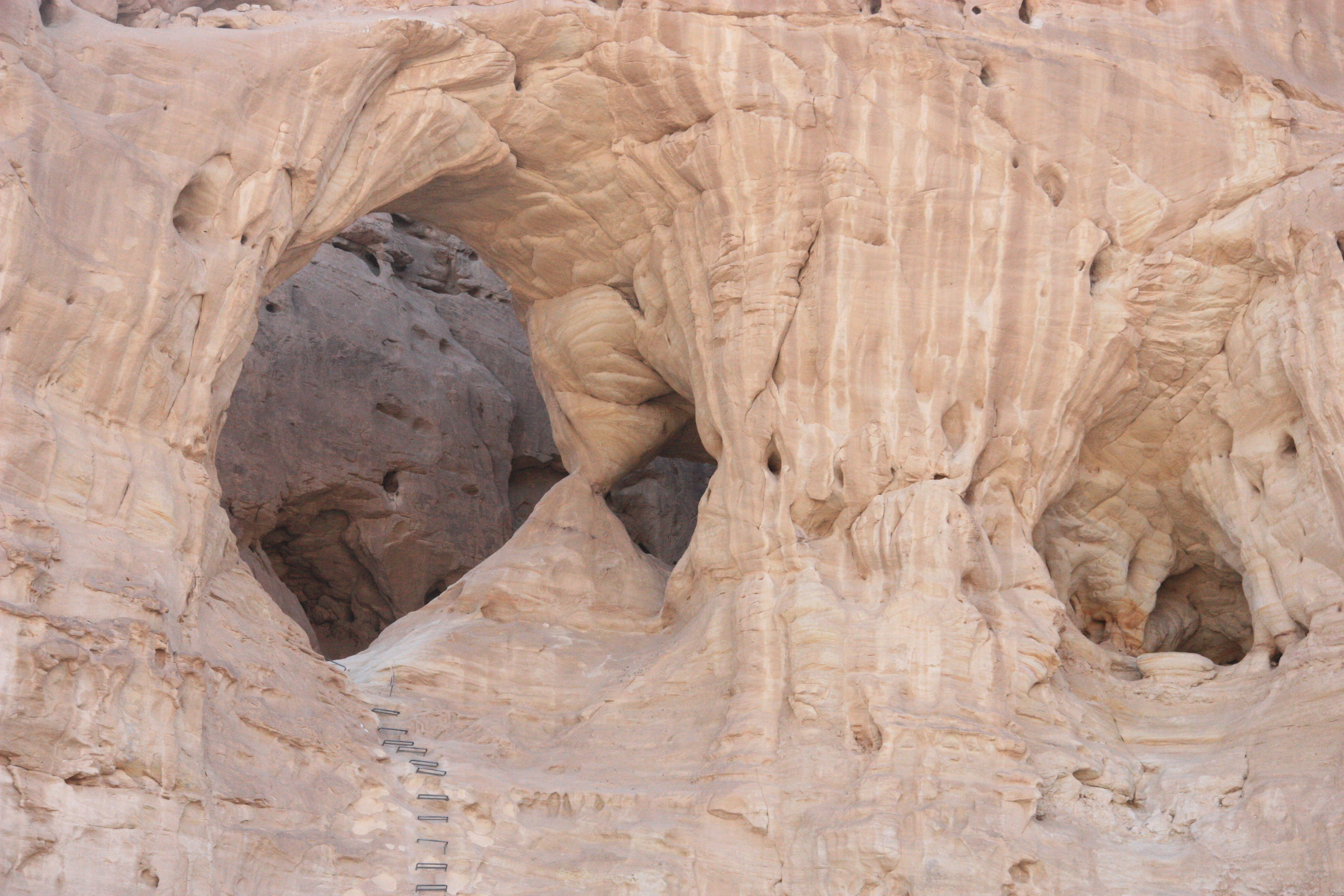
Арки
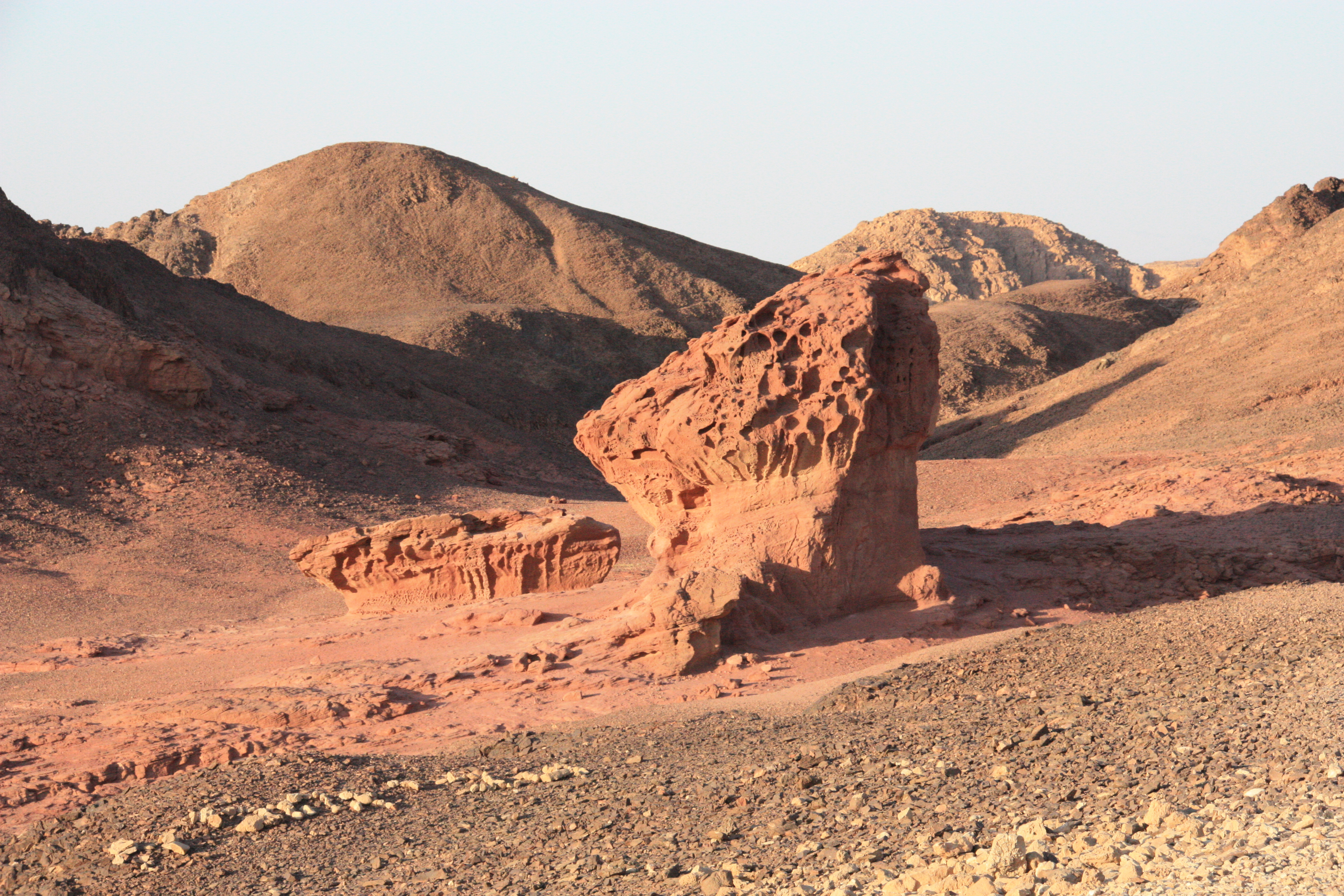
Полтора гриба
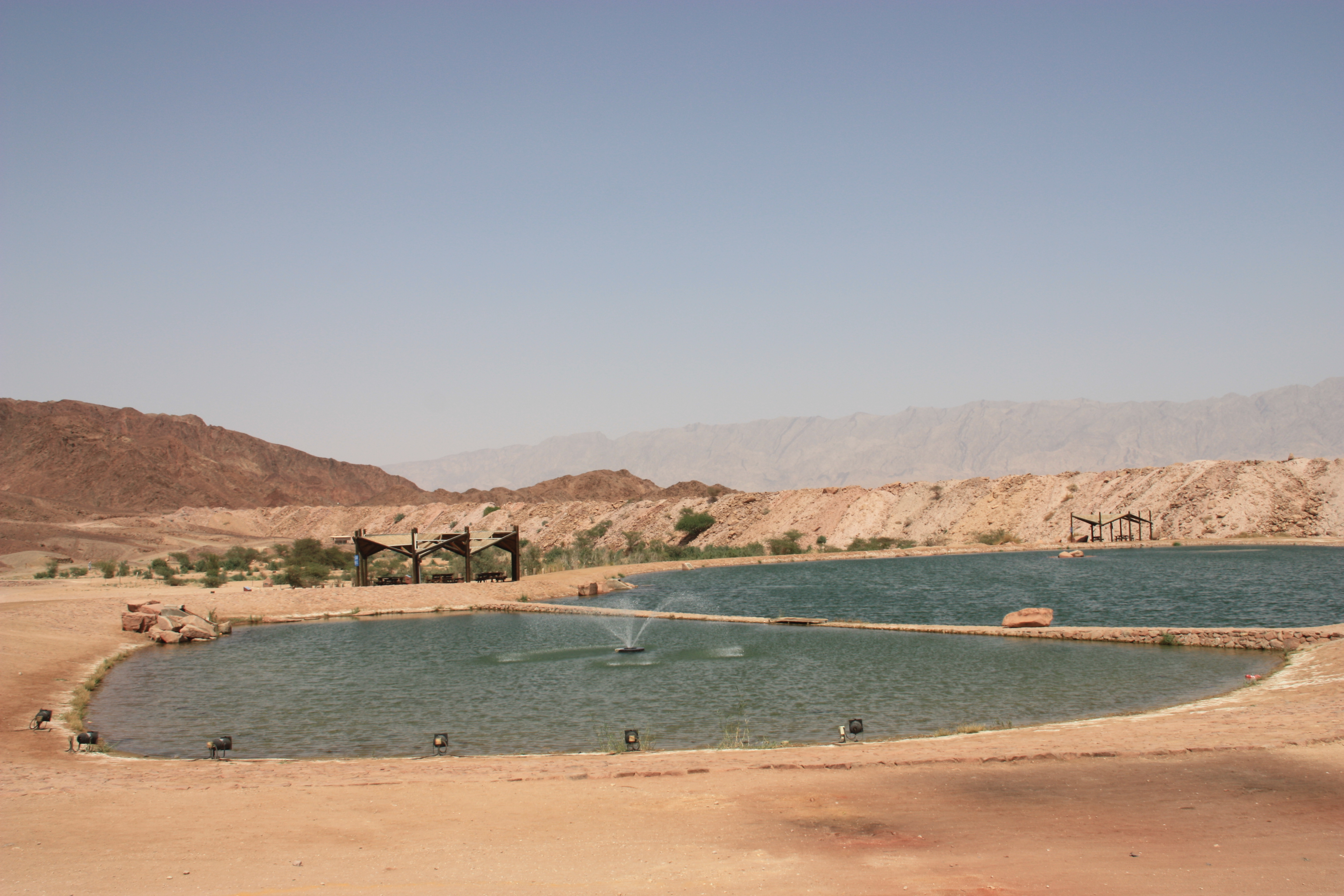
Озеро в парке Тимна
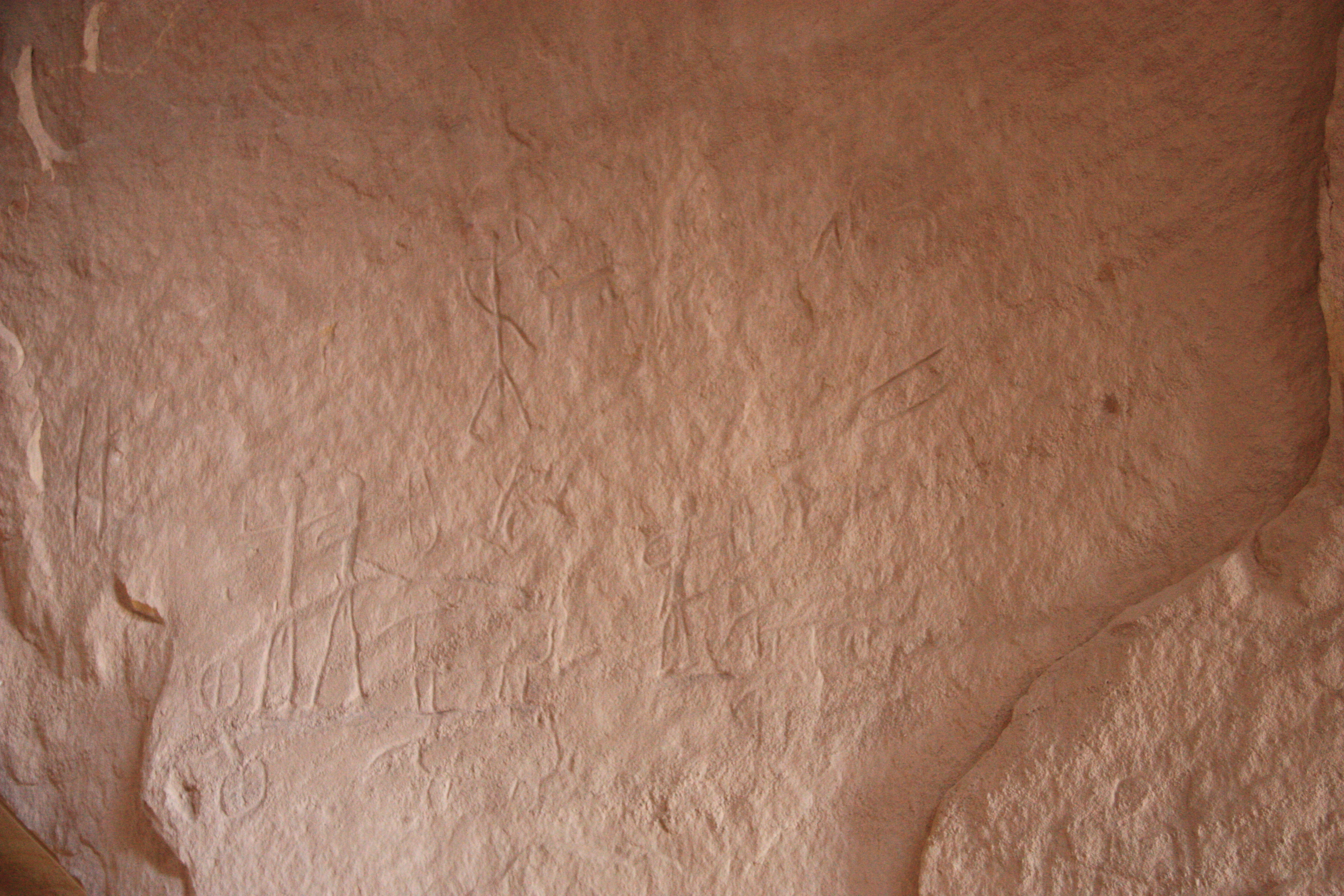
Наскальные рисунки
Макет египетской шахты в сечении
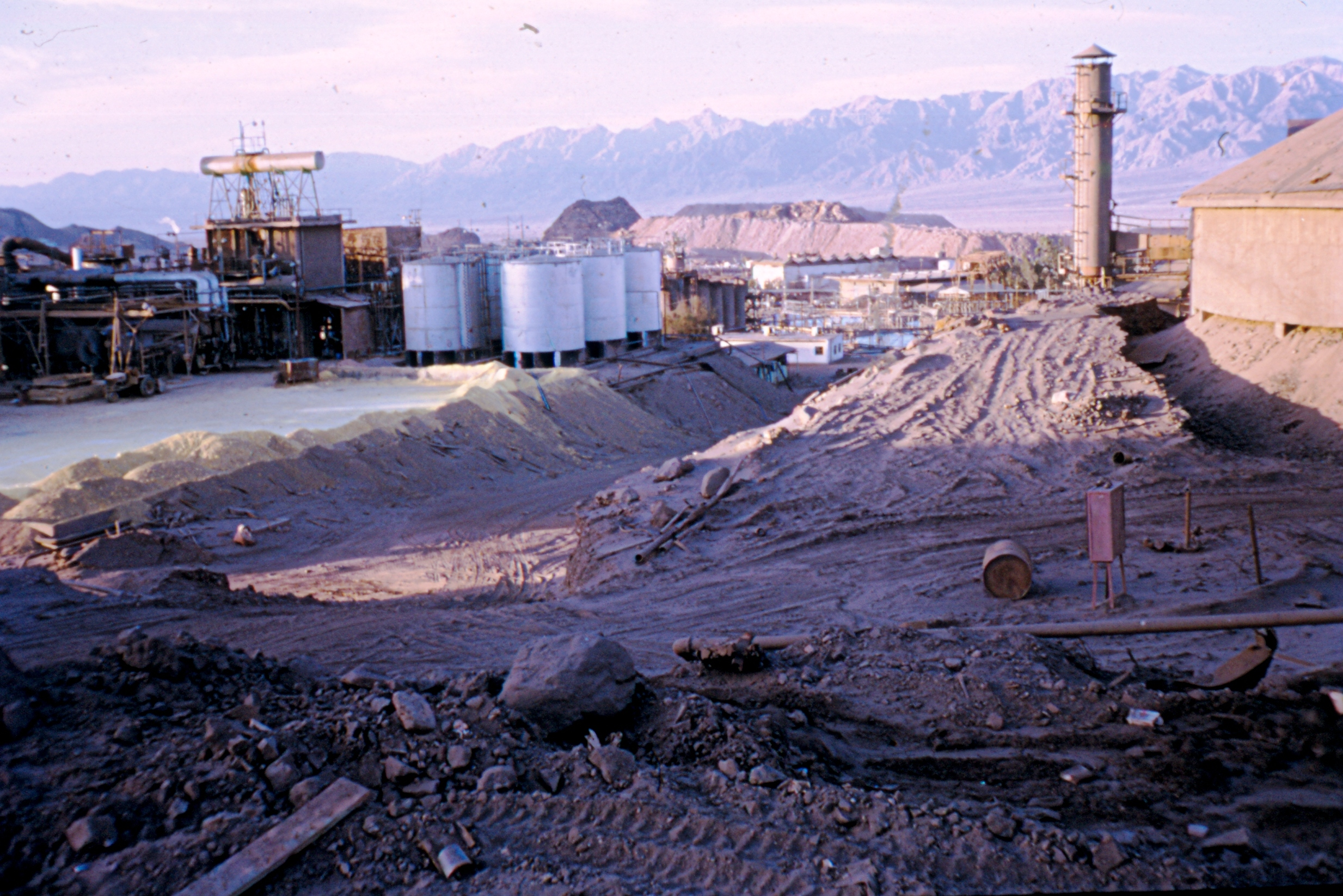
Завод на шахтах в Тимне. 1980 год
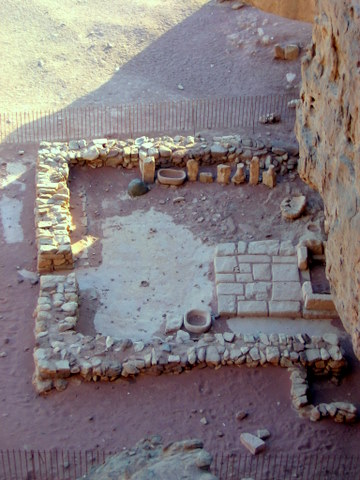
Храм богини Хатхор
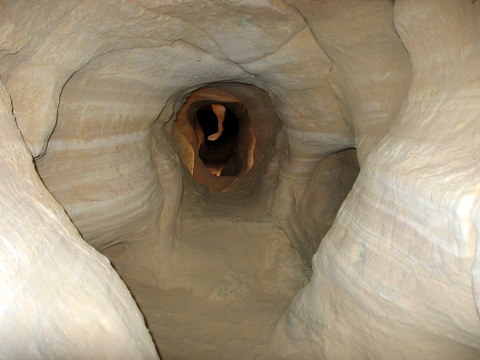
Подземная пещера — древняя шахта
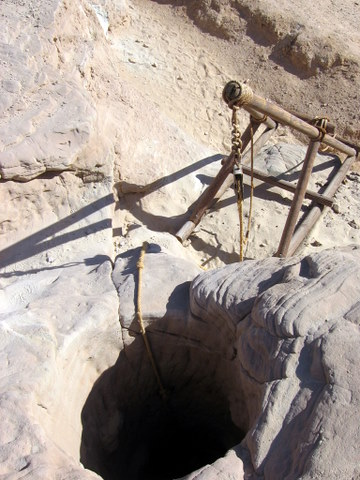
Механизм извлечения руды
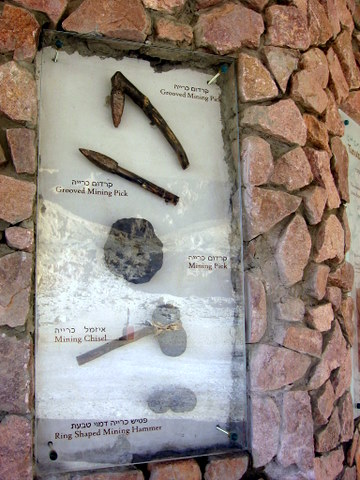
Орудия добычи медной руды
Макет Скинии